# 斯巴達站
斯巴達站（羅馬化：Spartak）是莫斯科地鐵的一個車站。斯巴達站是塔甘卡－紅普列斯尼亞線的車站。這一路段的地鐵開通於1975年并预留站点设施，但由于城市规划原因，延迟到2012年为了辅助规划新建的斯巴達克體育場而继续建设剩余的站点出入口，2014年8月27日正式開通运营。
本站於規劃期間定名为“机场平原”，动工建设后曾一度稱「沃洛科拉姆斯克」（俄语：Волоколамская），與本站建成5年前率先投入服務的3號線同名車站撞名，本站啟用前確定站名改以莫斯科斯巴達克足球俱樂部於本站附近新建的主場命名。這是莫斯科地鐵繼2號線的迪納摩站後第二個以足球會命名的車站，後來者有14號線的火車頭站和11號線的中央陸軍運動俱樂部站。